# Viron P. Vaky
Viron Peter Vaky (Corpus Christi, 13 de septiembre de 1925-Mitchellville, 22 de noviembre de 2012) fue un diplomático estadounidense que fue embajador de su país en Costa Rica (1972-1974), Colombia (1974-1976) y Venezuela (1976-1978).

## Biografía
Nació en Corpus Christi (Texas), el 13 de septiembre de 1925, siendo hijo de inmigrantes griegos. Durante la Segunda Guerra Mundial, formó parte del Cuerpo de Señales del Ejército, mientras se graduaba de la Escuela de Servicio Exterior de la Universidad de Georgetown en 1947. Un año después, obtuvo una maestría en relaciones internacionales de la Universidad de Chicago.
En 1949, se unió al servicio exterior y pasó a servir como diplomático de carrera hasta 1980, cuando se retiró del Departamento de Estado.
Fue oficial consular en Guayaquil (Ecuador), miembro de la oficina económica de la embajada estadounidense en Buenos Aires (Argentina), y jefe de la sección política en la embajada estadounidense en Bogotá (Colombia).
Fue subjefe de misión en Guatemala entre 1964 y 1967. En ese cargo, escribió un memorándum a sus superiores en Washington D. C. expresando su oposición a la asistencia estadounidense a las prácticas y operaciones de contrainsurgencia del gobierno guatemalteco. El mismo fue desclasificado en 1998 bajo la presidencia de Bill Clinton, quien en una posterior visita a Guatemala pidió disculpas por el apoyo estadounidense a los regímenes represivos del país.
Entre 1967 y 1968 fue miembro del personal de planificación y coordinación de políticas del Departamento de Estado, y entre 1968 y 1969, subsecretario de Estado adjunto para Asuntos Interamericanos, llegando a ocupar la Oficina de Asuntos Interamericanos de forma interina.
Fue asesor para asuntos de América Latina de Henry Kissinger en el Consejo de Seguridad Nacional entre 1969 y 1970. Documentos desclasificados y puestos a disposición en 2013 muestran que en septiembre de 1970, tomó una posición en contra del plan de Kissinger de derrocar a Salvador Allende, quien era el presidente democráticamente elegido de Chile.
En 1972 fue nombrado embajador en Costa Rica en 1972. Luego se desempeñó como embajador en Colombia (1974-1976) y Venezuela (1976-1978).
De 1978 a 1979, como subsecretario de Estado para Asuntos Interamericanos, se enfocó en las relaciones con Nicaragua, El Salvador y otros países. Ayudó a coordinar el traspaso de la Zona del Canal de Panamá a soberanía panameña y a negociar la liberación del embajador estadounidense Diego C. Asencio tomado como rehén junto con otros diplomáticos en la embajada de República Dominicana en Bogotá. También intentó persuadir la renuncia de Anastasio Somoza Debayle a la presidencia de Nicaragua.
Tras retirarse del servicio exterior, dio clases en la Escuela de Servicio Exterior de Georgetown, y se convirtió en decano asociado. Fue miembro de la Academia Estadounidense de Diplomacia, Diálogo Interamericano y Consejo de Relaciones Exteriores.
Falleció por neumonía en noviembre de 2012 en Mitchellville (Maryland) a los 87 años.